# ما زلت هنا (فلم 2020)
ما زلت هنا(بالإنجليزية: Still Here) فيلم دراما أمريكي لعام 2020  شارك في كتابته وأخرجه فلاد فيير، ومن بطولة النجوم جوني ويتوورث وموريس ماكراي وأفتون ويليامسون. الفيلم مبني على أحداث حقيقية. صدر الفيلم في الولايات المتحدة في 28 أغسطس 2020  لشركة بلو فوكس انترتينمنت Blue Fox Entertainment.

## طاقم التمثيل
- جوني ويتوورث: في دور كريستيان بيكر
- أفتون ويليامسون: في دور تيفاني واتسون
- موريس ماكراي: في دور مايكل واتسون
- زازي بيتز: في دور كيشا
- لاري باين: في دور جيفري هوفمان
- جيريمي هولم: في دور جريج سبولدينج
- داني جونسون: في دور أنتوني إيفانز
- روبرت سيمونيان: في دور سام بيركين[7]

## ملخص أحداث الفيلم
كريستيان بيكر، صحفي شاب من نيويورك يعمل بصحيفة «الكرونيكل» يتم تكليفه بقصة اجتماعية حول اختفاء مونيك واتسون، وهي فتاة أمريكية من أصل أفريقي تبلغ من العمر 12 عامًا من بروكلين. يبحث كريستيان في القصة بشكل سيء وسريع ويعتمد أول خيط يدله دون تدقيق، وهذا يؤدي إلى سلسلة من الآلام. يعترف كريستيان بالذنب ويقرر أن يقوم أخيرًا بعمله بشكل صحيح ليجد نفسه في سباق مع الزمن لمساعدة الأسرة في العثور على الفتاة.

## الإنتاج والتوزيع
تم تصوير الفيلم في مدينة نيويورك وبروكلين ولونغ ايلاند. جوني ويتوورث لعب دور الصحفي الشاب كريستيان بيكر.
حصلت شركة بلو فوكس انترتينمنت على الحقوق العالمية للفيلم في سوق الأفلام الأوروبية خلال الدورة السبعين لمهرجان برلين السينمائي الدولي. تقرر أن يتم إصداره بشكل محدود في 28 أغسطس 2020، ثم على الفيديو عند الطلب في 4 سبتمبر 2020.

## استقبال الفيلم
منح موقع الطماطم الفاسدة فيلم «مازلت هنا» تقييم مقداره 29% بناء على آراء 7 نقاد.
كتبت لويزا مور على موقع «سكرين زيلوتس» في 22 أكتوبر 2020: «دراما إجرامية صلبة منفردة تلبي معظم التوقعات (لكنها لا تتجاوزها أبدًا)».
كتب آرون نيوورث على موقع «نحن نعيش الترفيه» في 10 سبتمبر 2020: «أداء قوي جدًا من موريس ماكراي، لدرجة أنني أشعر بالسوء لدرجة أن سيناريو فلاد فايير وبيتر غوتر شعروا بالحاجة إلى تقليصه مع الحبكات الفرعية الأخرى»، ومنح الفيلم درجة 4/10.
كتب فرانك سويتيك على موقع «رأي شخص واحد» في 3 سبتمبر 2020: «يمكن مشاهدته ولكنه مترهل، مثل حلقة مفرطة الطول من المسلسلات الشرطة التلفزيونية»، ومنح الفيلم درجة «سي».

## وصلات خارجية
https://www.imdb.com/title/tt4789618/?ref_=nv_sr_srsg_5 ما زلت هنا (فيلم 2020)
https://www.rottentomatoes.com/m/still_here ما زلت هنا (فيلم 2020)
https://www.boxofficemojo.com/releasegroup/gr279007749/?ref_=bo_rl_su ما زلت هنا (فلم 2020)